# Trnjani (Garcsin)
Trnjani falu Horvátországban, Bród-Szávamente megyében. Közigazgatásilag Garcsinhoz tartozik.

## Fekvése
Bród központjától 11 km-re északkeletre, községközpontjától 2 km-re nyugatra, Szlavónia középső részén, a Dilj-hegység déli lejtői alatt, a Szávamenti-síkság szélén, a Brezna-patak partján fekszik.

## Története
A mai település területén a 18. században még négy település osztozott: Tominkut, Hrpaće, Trnjani és Glavica. Trnjanit a középkorban nem említik, de fekvése és talajának minősége alapján lakott területnek kellett lennie. Dolnja Dolac és Trnjani között feküdt Tominkut település, melyet az 1781-es kataszteri térkép Tominačko selište néven jelez. Glavica valószínűleg valahol a Božurac-hegy körül feküdt, Hrpaće pedig Donja Vrba felé esett, arra a helyre, melyet 1746-ban „aliter Vrba” névvel jeleznek. Tominkut, mely mára már Trnjani részét képezi a középkorban a diakovári püspökség birtoka volt. Akkoriban a falu feletti dombon egy kisebb erődítmény is állt, mely a Bródról Diakovárra vezető utat ellenőrizte. A térséget 1536-ban szállta meg a török. A lakosság a mai Magyarország területére menekült, helyükre pedig Boszniából pravoszláv vlacok települtek be. Amikor 1687-ben a török kivonult Bród vidékéről a faluban a pravoszláv lakosság egy része ottmaradt, majd melléjük Boszniából a török uralom alatt maradt területekről katolikus horvát lakosság települt be.
Tominkut a fenti települések közül egyedüliként 1698-ban „Tominkutt” néven hajdútelepülésként szerepel a török uralom alól felszabadított szlavóniai települések kamarai összeírásában. 1730-ban a mai Trnjani területe a vrhovaci plébániához tartozott és három falu állt a helyén: Trnjani 8 katolikus házzal és a Havas Boldogasszony kápolnával, Tominkut 8 házzal és Glavica 6 házzal és a Szent Bernát kápolnával. Az 1746-os vizitáció jelentése szerint Trnajinak 6 háza volt a már említett kápolnával, Tominkuton 9 ház, Glavicán pedig 5 ház állt a Szent István kápolnával. Az 1758-as vizitáció csak Tominkuton és Glavicán említ kápolnát, Trnjanin nem. 1760-ban már említik Hrpaće települést is 4 házzal, 3 családdal, 28 katolikus lakossal. Glavica 7 házzal, 8 családdal és 49 katolikus lakossal szerepel. Trnjanin 6 ház állt 3 családdal és 33 katolikus lakossal, Tominkuton pedig 16 ház volt 18 családdal és 104 katolikus lakossal. 1770 körül a másik három település lakossága is a Bródról Diakovárra menő főút mellé, a mai Trnjanira költözött, így létrejött a mai, egységes település. 1828-ban felépítették a Szent Márk templomot, 1833-ban pedig a plébánia székhelyét is ide helyezték át Verhovináról.
Az első katonai felmérés térképén „Ternjane” néven található. Lipszky János 1808-ban Budán kiadott repertóriumában „Ternjane” néven szerepel. Nagy Lajos 1829-ben kiadott művében „Ternyane” néven 68 házzal, 149 katolikus és 198 ortodox vallású lakossal találjuk. A katonai közigazgatás megszüntetése után 1871-ben Pozsega vármegyéhez csatolták. Az Osztrák-Magyar Monarchia idejében jelentős számú német lakosság települt ide, akik később nagy szerepet játszottak a falu fejlődésében. A második világháború idején a partizánok űzték el őket.
A településnek 1857-ben 355, 1910-ben 750 lakosa volt. Pozsega vármegye Bródi járásának része volt. Az 1910-es népszámlálás adatai szerint lakosságának 46%-a szerb, 22%-a horvát, 21%-a német, 4%-a magyar anyanyelvű volt. Az első világháború után 1918-ban az új szerb-horvát-szlovén állam, majd később (1929-ben) Jugoszlávia része lett. 1943-ban 35 német családnak kellett elhagyni a falut. 1991-től a független Horvátországhoz tartozik. 1991-ben lakosságának 45%-a szerb, 44%-a horvát, 7%-a jugoszláv nemzetiségű volt. 2011-ben a településnek 786 lakosa volt.

## Lakossága

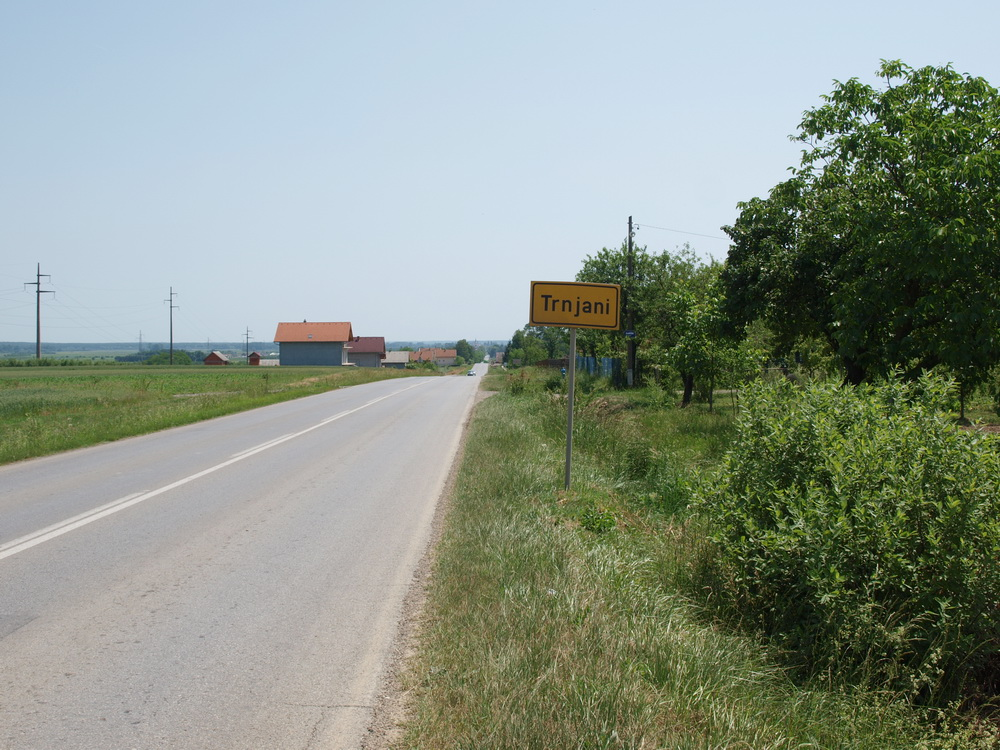
A falu bejárata

| Lakosság változása | Lakosság változása | Lakosság változása | Lakosság változása | Lakosság változása | Lakosság változása | Lakosság változása | Lakosság változása | Lakosság változása | Lakosság változása | Lakosság változása | Lakosság változása | Lakosság változása | Lakosság változása | Lakosság változása | Lakosság változása |
| ------------------ | ------------------ | ------------------ | ------------------ | ------------------ | ------------------ | ------------------ | ------------------ | ------------------ | ------------------ | ------------------ | ------------------ | ------------------ | ------------------ | ------------------ | ------------------ |
| 1857               | 1869               | 1880               | 1890               | 1900               | 1910               | 1921               | 1931               | 1948               | 1953               | 1961               | 1971               | 1981               | 1991               | 2001               | 2011               |
| 355                | 378                | 441                | 578                | 622                | 750                | 620                | 665                | 641                | 691                | 694                | 659                | 708                | 724                | 857                | 786                |

## Nevezetességei
- Szent Márk evangélista tiszteletére szentelt római katolikus plébániatemplomát 1828-ban építették. A plébániához Zadubravlje, Klokočevik, Verhovina és Šušnjevci települések tartoznak.
- A faluban egy pravoszláv templom is állt, melyet 1945-ben építettek. A bródi parókiához tartozott és a délszláv háború során a horvátok rombolták le.

## Kultúra
A KUD Lovor Trnjani kulturális és művészeti egyesületet 1928-ban „Sokol” néven alapították. Célja a fiatalok sport és kulturális programjainak szervezése volt. Az egyesület ebben a formában 1945-ig működött, amikor felvette Mićo Vitas nevét. Táncos, zenés műsorukkal az egész akkori ország területén felléptek, de több helyen jártak külföldön is. Működése 1991-ben a háború miatt megszakadt, majd 2003-ban már Lovor néven folytatta működését. Ápolja a falu hagyományait és képviseli a helyi népművészetet a környékbeli fesztiválokon. Etno műhelye a fiatalokat a kézimunkák és a népviselet készítésére oktatja.
A falu tamburazenekara mintegy 20 főből áll.

## Oktatás
A településen a garcsini „Vjekoslav Klaić” elemi iskola négyosztályos területi iskolája működik.

## Sport
Az NK Slaven Trnjani labdarúgóklubot 1928-ban alapították. A megyei 2. ligában szerepel.